# Lista dos campeões estaduais de futebol do Brasil em 2019
A lista a seguir traz dados acerca dos campeonatos estaduais de futebol realizados no Brasil em 2019.
Significados das colunas:
- Estado: nome do estado, listados em ordem alfabética.
- Copa do Brasil 2020: times classificados para a Copa do Brasil em sua edição de 2020 pelo Campeonato Estadual. [Ordem de posição final]
- Série D 2020: times classificados para o Campeonato Brasileiro de Futebol - Série D em sua edição de 2020.
- Final: placares dos jogos finais ou, em caso de não ter havido final, a vantagem do campeão ao final do campeonato.
- Rebaixados: times rebaixados para a divisão inferior (2ª divisão, Série B, Módulo II) de 2020. [Ordem de posição final]

## Estaduais
| Estado | Campeão/Artilheiro | Vice-campeão     | Copa do Brasil 2020                                   | Série D 2020                                               | Final                                                     | Rebaixados                                      |
| ------ | --- | ---------------- | ----------------------------------------------------- | ---------------------------------------------------------- | --------------------------------------------------------- | ----------------------------------------------- |
| AC     | Atlético Acreano (9° título) Adriano (Galvez) 9 gols | Galvez           | Atlético Acreano Galvez                               | Galvez Rio Branco-AC                                       | Galvez 1 x 1 Atlético Acreano 1 (5) x (4) 1 Galvez        |                                                 |
| AL     | CSA (39° título - 2º consec.) Alexandre (Jacyobá) 8 gols                                                                                                 | CRB              | CSA CRB Coruripe                                      | Coruripe Jacyobá                                           | CSA 1 x 0 CRB 1 (2) x (4) 0 CSA                           | Dimensão Capela                                 |
| AM     | Manaus (3° título - 3º consec.) Raílson (Penarol) 7 gols                                                                                                 | Fast Clube       | Manaus Fast Clube                                     | Fast Clube Nacional-AM                                     | Fast Clube 0 x 2 Manaus 0 x 0 Fast Clube                  | Rio Negro-AM Sul América                        |
| AP     | Santos-AP (7° título) Tony Love (Trem) 7 gols | Ypiranga-AP      | Santos-AP                                             | Santos-AP Ypiranga-AP                                      | Ypiranga-AP 1 x 0 Santos-AP 2 x 0 Ypiranga-AP             |                                                 |
| BA     | Bahia (48° título - 2º consec.) João Neto (Atlético de Alagoinhas) 8 gols                                                                                | Bahia de Feira   | Bahia Bahia de Feira Atlético de Alagoinhas           | Atlético de Alagoinhas Bahia de Feira Vitória da Conquista | Bahia de Feira 1 x 1 Bahia 1 x 0 Bahia de Feira           | Jequié                                          |
| CE     | Fortaleza (42° título) Edson Cariús (Ferroviário) 10 gols                                                                                                | Ceará            | Ceará Barbalha                                        | Floresta Guarany de Sobral                                 | Fortaleza 2 x 0 Ceará 0 x 1 Fortaleza                     | Iguatu Guarani de Juazeiro                      |
| DF     | Gama (12° título) Jessuí (Formosa) 8 gols | Brasiliense      | Gama Brasiliense                                      | Brasiliense Gama                                           | Gama 3 x 1 Brasiliense 2 x 2 Gama                         | Santa Maria Bolamense                           |
| ES     | Vitória-ES (10° título) Robert (Real Noroeste) 12 gols                                                                                                   | Real Noroeste    | Vitória-ES                                            | Vitória-ES                                                 | Vitória-ES 1 x 1 Real Noroeste 1 (2) x (4) 1 Vitória-ES   | Tupy Castelo                                    |
| GO     | Atlético Goianiense (14° título) Alan Mineiro (Vila Nova) 9 gols                                                                                         | Goiás            | Atlético Goianiense Goiás Vila Nova                   | CRAC Goianésia Goiânia                                     | Atlético Goianiense 3 x 0 Goiás 0 x 1 Atlético Goianiense | Itumbiara Novo Horizonte                        |
| MA     | Imperatriz (3° título) Cris (Cordino) / Marciano (Maranhão) / Maxuell Samurai (Sampaio Corrêa) / Toquinho (Cordino) / Vinícius Paquetá (Pinheiro) 4 gols | Moto Club        | Imperatriz Moto Club Sampaio Corrêa                   | Moto Club                                                  | Imperatriz 0 x 0 Moto Club 2 x 3 Imperatriz               | Santa Quitéria                                  |
| MT     | Cuiabá (9° título - 3º consec.) Caio Dantas (Cuiabá) 8 gols                                                                                              | Operário VG      | Operário VG União Rondonópolis                        | Operário VG União Rondonópolis                             | Operário VG 0 x 2 Cuiabá 2 x 2 Operário VG                | Juara Operário FC                               |
| MS     | Águia Negra (3° título) Salomão (Águia Negra) 10 gols | Aquidauanense    | Águia Negra Aquidauanense                             | Águia Negra Aquidauanense                                  | Aquidauanense 1 x 2 Águia Negra 0 x 1 Aquidauanense       | URSO União ABC Novoperário Operário de Dourados |
| MG     | Cruzeiro (40° título - 2º consec.) Fred (Cruzeiro) 12 gols                                                                                               | Atlético Mineiro | Cruzeiro Atlético Mineiro América Mineiro Boa Esporte | Caldense Patrocinense Tupynambás                           | Cruzeiro 2 x 1 Atlético Mineiro 1 x 1 Cruzeiro            | Guarani-MG Tupi                                 |
| PA     | Remo (46° título - 2º consec.) Michel (Paragominas) 5 gols                                                                                               | Independente-PA  | Remo Independente-PA Bragantino-PA                    | Bragantino-PA Independente-PA                              | Independente-PA 1 x 0 Remo 2 x 0 Independente-PA          | São Francisco-PA São Raimundo-PA                |
| PB     | Botafogo-PB (30° título - 3º consec.) Clayton (Botafogo-PB) 7 gols                                                                                       | Campinense       | Botafogo-PB Campinense                                | Atlético Cajazeirense Campinense                           | Campinense 1 x 2 Botafogo-PB 2 x 0 Campinense             | Esporte de Patos Serrano-PB                     |
| PR     | Athletico Paranaense (24° título - 2º consec.) Rodrigão (Coritiba) 7 gols                                                                                | Toledo           | Toledo Coritiba Londrina Operário Ferroviário         | FC Cascavel Toledo                                         | Toledo 1 x 0 Athletico Paranaense 1 (6) x (5) 0 Toledo    | Maringá Foz do Iguaçu                           |
| PE     | Sport (42° título) Hernane (Sport) 9 gols | Náutico          | Sport Náutico Afogados                                | Afogados Central Salgueiro                                 | Náutico 0 x 1 Sport 1 (4) x (3) 2 Náutico                 | América-PE Flamengo de Arcoverde                |
| PI     | River-PI (31° título) Eduardo (River-PI) 8 gols | Altos            | River-PI Altos                                        | Altos River-PI                                             | Altos 2 x 3 River-PI 3 x 0 Altos                          |                                                 |
| RJ     | Flamengo (35° título) Bruno Henrique (Flamengo) 8 gols                                                                                                   | Vasco da Gama    | Vasco da Gama Bangu Fluminense Volta Redonda Boavista | Bangu Cabofriense                                          | Vasco da Gama 0 x 2 Flamengo 2 x 0 Vasco da Gama          | America Goytacaz                                |
| RN     | América de Natal (36° título) Jefinho (Potiguar de Mossoró) 13 gols                                                                                      | ABC              | América de Natal ABC                                  | América de Natal Potiguar de Mossoró                       | ABC 0 x 0 América de Natal 2 x 1 ABC                      | Força e Luz                                     |
| RS     | Grêmio (38° título - 2º consec.) Marcão Santana (São Luiz) / Rafael Gava (Caxias) 6 gols                                                                 | Internacional    | Caxias São Luiz Novo Hamburgo                         | Caxias São Luiz                                            | Internacional 0 x 0 Grêmio 0 (3) x (2) 0 Internacional    | Avenida Veranópolis                             |
| RO     | Vilhenense (1° título) Leleco (Real Ariquemes) / Rodrigão (Guaporé) 6 gols                                                                               | Ji-Paraná        | Vilhenense                                            | Ji-Paraná Vilhenense                                       | Ji-Paraná 0 x 1 Vilhenense 1 x 1 Ji-Paraná                |                                                 |
| RR     | São Raimundo-RR (10° título - 4º consec.) Clébson Monga (São Raimundo-RR) 6 gols                                                                         | Baré             | São Raimundo-RR                                       | Baré São Raimundo-RR                                       | São Raimundo-RR 2 x 1 Baré                                |                                                 |
| SC     | Avaí (17° título) Daniel Amorim (Avaí) 9 gols | Chapecoense      | Avaí Chapecoense                                      | Joinville Marcílio Dias Atlético Tubarão                   | Avaí 1 (4) x (2) 1 Chapecoense                            | Metropolitano Hercílio Luz                      |
| SP     | Corinthians (30° título - 3º consec.) Diego Cardoso (Guarani) / Jean Mota (Santos) / Rafael Costa (Botafogo-SP) / Ytalo (RB Brasil) 7 gols               | São Paulo        | Novorizontino Ferroviária Ponte Preta                 | Ferroviária Novorizontino Mirassol                         | São Paulo 0 x 0 Corinthians 2 x 1 São Paulo               | São Caetano São Bento Red Bull Brasil           |
| SE     | Freipaulistano (1° título) Luan (Freipaulistano) 9 gols                                                                                                  | Itabaiana        | Freipaulistano Lagarto                                | Freipaulistano Itabaiana                                   | Itabaiana 1 x 2 Freipaulistano 3 x 1 Itabaiana            | Guarany-SE Olímpico                             |
| TO     | Palmas (7° título - 2º consec.) Dudu (Arsenal) / Tozin (Palmas) 6 gols                                                                                   | Tocantinópolis   | Palmas                                                | Tocantinópolis Palmas                                      | Tocantinópolis 0 x 1 Palmas 3 x 1 Tocantinópolis          | Alvorada Arsenal Araguaína Gurupi               |

Notas
1. 1 2 3  Red Bull Brasil após a fusão com o Bragantino foi impedido de disputar a Copa do Brasil por ser do mesmo dono do Bragantino, já classificado para competição e sua vaga foi repassada para a Ponte Preta. O clube também desistiu de sua vaga na Série D e sua vaga foi repassada ao Mirassol e ainda, o clube foi auto-rebaixado para a Série A2 por não poder disputar a mesma divisão que outro clube do mesmo dono, com isso o Água Santa, 3º colocado na Série A2 foi promovido para seu lugar.

## Turnos Estaduais
| Campeonato                    | Primeiro Turno                   | Segundo Turno                               |
| ----------------------------- | -------------------------------- | ------------------------------------------- |
| Campeonato Acriano            | Primeiro Turno / Galvez          | Segundo Turno / Atlético Acreano            |
| Campeonato Amazonense         | Primeiro Turno / Fast Clube      | Segundo Turno / Manaus                      |
| Campeonato Carioca            | Taça Guanabara / Vasco da Gama   | Taça Rio / Flamengo                         |
| Campeonato Carioca - Série A2 | Taça Santos Dumont / America     | Taça Corcovado / Friburguense               |
| Campeonato Carioca - Série B1 | Primeiro Turno / Pérolas Negras  | Segundo Turno / Rio São Paulo               |
| Campeonato Paranaense         | Primeira Taça / Toledo           | Segunda Taça / Athletico Paranaense         |
| Campeonato Potiguar           | Taça Cidade de Natal / ABC       | Taça Rio Grande do Norte / América de Natal |
| Campeonato Roraimense         | Taça Boa Vista / São Raimundo-RR | Taça Roraima / Baré                         |

## Torneios Extra
| Estado          | Competição                      | Campeão                       | Vice-Campeão | Outros participantes                          |
| --------------- | ------------------------------- | ----------------------------- | ------------ | --------------------------------------------- |
| CE - (Detalhes) | Taça Padre Cícero               | Guarany de Sobral (2º título) | Horizonte    | —                                             |
| MG - (Detalhes) | Campeonato Mineiro do Interior  | Boa Esporte (3º título)       | Tombense     | —                                             |
| RS - (Detalhes) | Campeonato do Interior Gaúcho   | Caxias (12º título)           | —            | —                                             |
| SP - (Detalhes) | Campeonato Paulista do Interior | Red Bull Brasil (1º título)   | Ponte Preta  | Oeste Guarani Mirassol Botafogo-SP Bragantino |

## Divisões de Acesso
| Estado | Divisão           | Campeão                          | Promovidos                                     | Rebaixados                                |
| ------ | ----------------- | -------------------------------- | ---------------------------------------------- | ----------------------------------------- |
| AL     | Segunda Divisão   | CSE (2° título)                  | CSE                                            |                                           |
| AM     | Série B           | Amazonas (1° título)             | Amazonas São Raimundo                          |                                           |
| BA     | Segunda Divisão   | Doce Mel (2° título)             | Doce Mel                                       |                                           |
| CE     | Série B           | Caucaia (1° título)              | Caucaia Pacajus                                | Maracanã-CE Esporte Limoeiro              |
| CE     | Série C           | Pacatuba (2° título)             | Pacatuba Itapipoca                             |                                           |
| DF     | Segunda Divisão   | Paranoá (2° título)              | Paranoá Ceilandense                            |                                           |
| ES     | Série B           | São Mateus (3° título)           | São Mateus Linhares                            |                                           |
| GO     | Divisão de Acesso | Jaraguá (1° título)              | Jaraguá Anápolis                               | Trindade América de Morrinhos             |
| GO     | Terceira Divisão  | Goiatuba (1° título)             | Goiatuba Inhumas                               |                                           |
| MA     | Segunda Divisão   | Juventude Samas (1° título)      | Juventude Samas                                | Viana Balsas Expressinho                  |
| MT     | Segunda Divisão   | Nova Mutum (1° título)           | Nova Mutum Poconé                              |                                           |
| MS     | Série B           | Pontaporanense (1° título)       | Pontaporanense Maracaju CENA                   |                                           |
| MG     | Módulo II         | Coimbra (1° título)              | Coimbra Uberlândia                             | Uberaba Tricordiano                       |
| MG     | Segunda Divisão   | Pouso Alegre (1° título)         | Pouso Alegre Betim Mamoré                      |                                           |
| PA     | Segunda Divisão   | Itupiranga (1° título)           | Itupiranga Carajás                             |                                           |
| PB     | Segunda Divisão   | Sport-PB (1° título)             | Sport-PB São Paulo Crystal                     | Miramar Nacional de Pombal Spartax        |
| PR     | Segunda Divisão   | PSTC (2° título)                 | PSTC União de Francisco Beltrão                | Paranavaí Iraty                           |
| PR     | Terceira Divisão  | Andraus (2° título)              | Andraus Arapongas                              |                                           |
| PE     | Série A2          | Decisão Sertânia (1° título)     | Decisão Sertânia Retrô Brasil                  |                                           |
| PI     | Segunda Divisão   | Picos (2° título)                | Picos Timon                                    |                                           |
| RJ     | Série B1          | Friburguense (3° título)         | Friburguense America                           | Barra da Tijuca Itaboraí Tigres do Brasil |
| RJ     | Série B2          | Rio São Paulo (1° título)        | Rio São Paulo Maricá                           | Santa Cruz-RJ Juventus                    |
| RJ     | Série C           | Ceres (1° título)                | Ceres Campo Grande                             |                                           |
| RN     | Segunda Divisão   | Força e Luz (4° título)          | Força e Luz                                    |                                           |
| RS     | Divisão de Acesso | Ypiranga de Erechim (5° título)  | Ypiranga de Erechim Esportivo                  | São Borja Farroupilha                     |
| RS     | Segunda Divisão   | Guarany de Bagé (3° título)      | Guarany de Bagé Brasil de Farroupilha          |                                           |
| SC     | Série B           | Almirante Barroso (2° título)    | Concórdia Juventus de Jaraguá                  | Blumenau                                  |
| SC     | Série C           | Caçador (2° título)              | Caçador                                        |                                           |
| SP     | Série A2          | Santo André (5° título)          | Santo André Inter de Limeira Água Santa        | Nacional-SP Linense                       |
| SP     | Série A3          | Audax (1° título)                | Audax Monte Azul                               | Taboão da Serra São Carlos                |
| SP     | Segunda Divisão   | Paulista (1° título)             | Paulista Marília                               |                                           |
| SE     | Série A2          | América de Pedrinhas (1° título) | América de Pedrinhas                           |                                           |
| TO     | Segunda Divisão   | Capital (1° título)              | Capital-TO Nova Conquista/Miranorte Araguacema |                                           |

Notas
1. ↑  Red Bull Brasil após a fusão com o Bragantino foi impedido de disputar a Copa do Brasil por ser do mesmo dono do Bragantino, já classificado para competição e sua vaga foi repassada para a Ponte Preta. O clube também desistiu de sua vaga na Série D e sua vaga foi repassada ao Mirassol e ainda, o clube foi auto-rebaixado para a Série A2 por não poder disputar a mesma divisão que outro clube do mesmo dono, com isso o Água Santa, 3º colocado na Série A2 foi promovido para seu lugar.